# Dead Can Dance (албум)
Dead Can Dance („Мъртвите могат да танцуват“) е дебютният едноименен албум на австралийското даркуейв/ню ейдж дуо Дед Кен Денс и е единственият, който е изключително и само готик, даркуейв и пост-пънк ориентиран; звучене, което във всичките им следващи албуми ще бъде примесено с етно и поп елементи. Въпреки стиловата промяна, която ще предприемат, дебютът им е един от най-важните за оформянето на съвременната готик музика.

## Предистория
Дед Кен Денс коментират на официалния си уебсайт името на групата и албума: „За да разберете защо избрахме името, си помислете за трансформацията на неживата природа в жива. Помислете си за процесите, касаещи живота от смъртта и смъртта към живота. Толкова много хора пропуснаха присъщото символично намерение на творбата и предположиха, че ние трябва да сме „нездрави готически типове".
Олмюзик коментира звученето на албума: „Имайки много повече прилика с подобно завладяваща, мрачна ранна работа на групи като Кокто Туинс и Кюър, отколкото с по-късните музикални сливания, които биха дошли да характеризират звученето на дуото, Dead Can Dance е толкова готик, колкото може на много места".
Обложката на албума включва снимка на произведение на изкуството от Папуа Нова Гвинея от лявата страна, а отдясно, буквите „ΔΞΛΔ CΛΝ ΔΛΝCΞ“, което има за цел да наподобява визуално заглавието „DEAD CAN DANCE“.
Албумът е издаден от 4AD на 27 февруари 1984 г. Някои издания включват следващото издание на Дед Kен Денс, EP-то Garden of the Arcane Delights, добавено в края на албума.

## Песни
1. The Fatal Impact – 3:21
2. The Trial – 3:42
3. Frontier – 3:13
4. Fortune – 3:47
5. Ocean – 3:21
6. East of Eden – 3:23
7. Threshold – 3:51
8. A Passage in Time – 4:03
9. Wild in the Woods – 3:46
10. Musica Eternal – 3:52

## Състав
Дед Кен Денс
- Лиза Джерард
- Брендън Пери
- Пол Ериксън
- Джеймс Пинкър
- Скот Роджър
- Питър Улрих

Продуценство
- Джон Фрайър

|  | Тази страница частично или изцяло представлява превод на страницата Dead Can Dance (album) в Уикипедия на английски. Оригиналният текст, както и този превод, са защитени от Лиценза „Криейтив Комънс – Признание – Споделяне на споделеното“, а за съдържание, създадено преди юни 2009 година – от Лиценза за свободна документация на ГНУ. Прегледайте историята на редакциите на оригиналната страница, както и на преводната страница, за да видите списъка на съавторите. ВАЖНО: Този шаблон се отнася единствено до авторските права върху съдържанието на статията. Добавянето му не отменя изискването да се посочват конкретни източници на твърденията, които да бъдат благонадеждни. |